# 13654 Masuda
För andra betydelser, se Masuda.
13654 Masuda eller 1997 CV21 är en asteroid i huvudbältet som upptäcktes den 9 februari 1997 av den japanska astronomen Naoto Satō vid Chichibu-observatoriet. Den är uppkallad efter Masuda i Tanegashima, Kagoshima prefektur.
Asteroiden har en diameter på ungefär 2 kilometer.